# Conus binghamae
Espèce
Statut de conservation UICN

 LC  : Préoccupation mineure
Conus binghamae est une espèce de mollusques gastéropodes marins de la famille des Conidae.
Comme toutes les espèces du genre Conus, ces escargots sont prédateurs et venimeux. Ils sont capables de « piquer » les humains et doivent donc être manipulés avec précaution, voire pas du tout.

## Description
Description originale : « Coquille petite pour le genre, fine et délicate ; spire basse, avec les premiers verticilles prolongés ; verticille du corps brillant, sculpté avec de fines cordes en spirale ; les cordes en spirale deviennent plus fortes et plus grandes autour du tiers antérieur du verticille du corps ; épaule à angle aigu ; ouverture étroite ; motif de couleur de la coquille comprenant un tiers antérieur de couleur sombre et une bande de grandes flammules de forme carrée au milieu du corps ; la moitié postérieure du verticille du corps sans motif avec des rangées de petits points ; couleur variant de rouge, orange, jaune abricot, à rose et violet bleuté (holotype rouge-orange avec bande médiane rouge-orange plus foncée et pointe antérieure) ; verticilles de la flèche avec de nombreuses flammules en forme de croissant ; ouverture de l'holotype rouge-orange foncé ; protoconque et premiers verticilles jaune vif sur tous les spécimens, indépendamment de la couleur du verticille du corps ».
La taille de la coquille atteint 19 mm.

## Distribution
Locus typicus : "(Chaluté à partir de) 200 pieds de profondeur au large de Dania,Broward County, Florida, USA".
Cette espèce marine d'escargot à cône se trouve au large du sud-est de la Floride à une profondeur de 61 m.

### Niveau de risque d’extinction de l’espèce
Selon l'analyse de l'UICN réalisée en 2011 pour la définition du niveau de risque d'extinction, cette espèce se trouve dans des eaux plus profondes de 100-200 m. Il n'y a pas de menaces majeures. Son habitat en eaux profondes offre une certaine protection contre l'exploitation. Cette espèce est une préoccupation mineure.

## Taxonomie

### Publication originale
L'espèce Conus binghamae a été décrite pour la première fois en 1987 par le malacologiste américain Edward James Petuch (d) dans la publication intitulée « Charlottesville, Virginia: The Coastal Education and Research Foundation »,.

### Synonymes
- Conus (Kellyconus) binghamae Petuch, 1987 · appellation alternative
- Gladioconus binghamae (Petuch, 1987) · non accepté
- Kellyconus binghamae (Petuch, 1987) · non accepté

## Identifiants taxonomiques
Chaque taxon catalogué par les bases de données biologiques et taxonomiques possède un identifiant qui permet d'établir un point de référence. Les identifiants de Conus binghamae dans les principales bases sont les suivants :
CoL : XWZY - GBIF : 5193230 - iNaturalist : 431873 - IRMNG : 10718535 - SeaLifeBase : 567394 - TAXREF : 1559 - UICN : 192734 - 